# Francesco Battaglia (architetto)

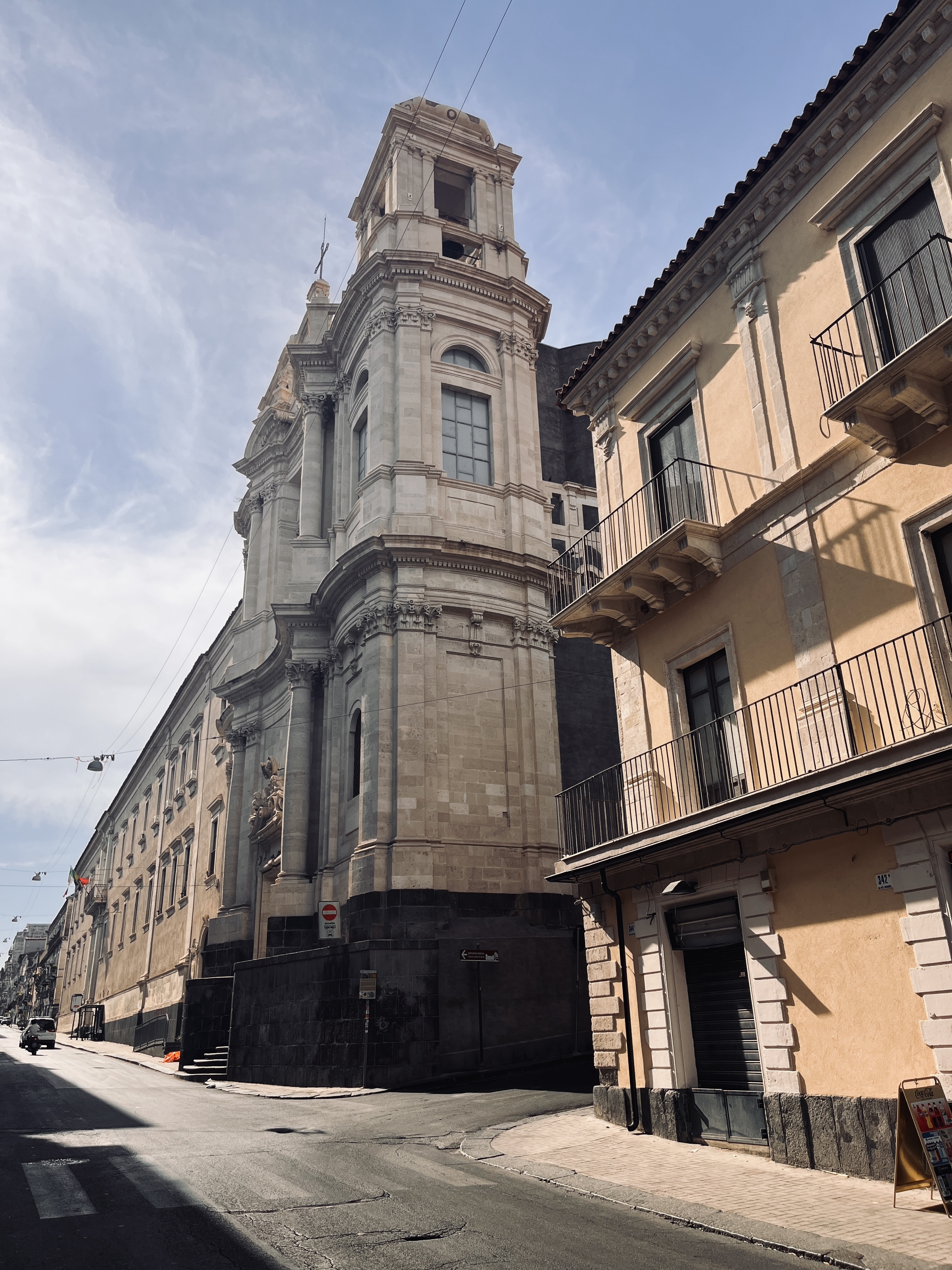
Chiesa della Santissima Trinità, Catania,

Francesco Battaglia (Catania, 1701 – 1788) è stato un architetto italiano, che operò nella Sicilia orientale nel XVIII secolo.

## Biografia
Battaglia iniziò la sua carriera, insieme al fratello Domenico, come Lapidum incisor, in pratica come scultore degli apparati decorativi lapidei che sono una delle caratteristiche più appariscenti dell'architettura barocca siciliana. La sua prima formazione avvenne, quindi, nei cantieri edilizi della ricostruzione avvenuta dopo il famoso terremoto del 1693.  Da semplice scultore, però, la straordinaria bravura di Battaglia nell'interpretare i temi e gli stilemi dell'architettura barocca gli consentì una rapida ascesa nella professione, stavolta, di architetto. Era genero dell'architetto Andrea Amato che aveva cominciato anch'egli come scalpellino.
Ben presto fu a capo di uno studio con diversi collaboratori; in particolare con Stefano Ittar, architetto di origine polacca, costituirà un sodalizio fondamentale per il barocco catanese, in quanto si fonderanno nelle loro opere la tradizione architettonica barocca di respiro europeo con quella siciliana, tanto da non potere spesso distinguere la paternità del progetto. Tale sodalizio si rafforzerà ancora di più col matrimonio di una delle figlie di Battaglia con Ittar.
Per un periodo piuttosto lungo ebbe modo di intervenire su importanti cantieri dove spesso è difficile distinguere il contributo dei vari artisti, e di progettare un numeroso elenco di edifici soprattutto a Catania, grazie soprattutto agli appoggi delle autorità diocesane e nonostante l'agguerrita concorrenza di altri validi progettisti attivi nella ricostruzione dei poli monumentali della città come Giovan Battista Vaccarini e Giuseppe Palazzotto.
A Catania divenne anche soprintendente ai lavori dell'Almo Studio dal 1759, professore di geometria pratica e architettura civile presso l'Università (1779-88), architetto della Deputazione Opere Pubbliche e del Real Patrimonio (1763-78).
Alla sua morte alcune sue opere furono portate avanti dal figlio Antonino Battaglia.

## Principali opere
- Palazzo Ardizzoni di via Manzoni a Catania.
- Partecipazione al cantiere del monastero di San Nicolò l'Arena di Catania.
- Cappella di Maria Santissima della Carità a Licata.
- Facciata della Chiesa della Santissima Trinità a Catania (dal 1745),[1] insieme a Stefano Ittar.
- Chiesa di San Camillo a Catania (dal 1735).[2]
- Progettazione del prospetto del duomo di San Nicolò e del Santissimo Salvatore di Militello in Val di Catania.
- Facciata e restauro della chiesa madre (dal 1816 cattedrale di San Giuliano) di Caltagirone (1766).[1]
- Duomo di San Mauro di Aci Castello (fine 1760 e con prospetto del 1774 ca.).
- Basilica di San Filippo d'Agira di Aci San Filippo (dal 1759).[1]
- Chiesa di San Michele Arcangelo ai Minoriti a Catania (dal 1771-1787).[1]
- Facciata della chiesa del Carmine a Catania (attr., 1766).
- Porta Ferdinandea a Catania (1768), insieme a Ittar.
- Piazza San Filippo a Catania (1768-'69).
- Sovrintendenza dei lavori di ampliamento del Palazzo Biscari a Catania (gli viene attribuita la scala dei musici).
- Tondo Vecchio a Caltagirone.
- Chiesa di San Giuseppe ad Aci Catena, in provincia di Catania.
- Progetto e costruzione Palazzo Nobiliare Villaroel di via Crociferi a Catania (probabilmente tra il 1745 e il 1766) con la collaborazione di Stefano Ittar.
- Palazzo del Senato di Piazza Armerina, 1763-1783.[3]
- Cupola della chiesa madre (oggi basilica cattedrale di Maria Santissima delle Vittorie) di Piazza Armerina, 1767.
- Chiesa di Santo Stefano di Caltagirone (attr.).[4]
- Palazzo Reburdone a Catania[5]
- Collegio Cutelli a Catania.[5]